# افسانه دایناسورها و پرندگان هیولا
افسانه دایناسورها و پرندگان هیولا (انگلیسی: Legend of Dinosaurs & Monster Birds) یک فیلم علمی تخیلی کایجو ژاپنی محصول ۱۹۷۷ است که توسط شرکت توئی تولید و توزیع شده‌است.